# Typhlodromus wonkooi
Typhlodromus wonkooi är en spindeldjursart som beskrevs av Ryu och Ehara 1992. Typhlodromus wonkooi ingår i släktet Typhlodromus och familjen Phytoseiidae. Inga underarter finns listade i Catalogue of Life.